# ZOL
ZOL（ぞる）は、日本の漫画家・イラストレーター。キャプテン・キーゼル名義でも活動している。
主にリリスのゲームで原画を担当する。また、成人向け漫画誌でも活躍する。同人誌も手がける。コミックヴァルキリーで『夢幻戦士ヴァリス』の連載を行った。

## 作品

### 単行本
- 『Magnum Flesh!』 ビブロス（カラフルEX）、全2巻（キャプテン・キーゼル名義）
  1. 1998年3月25日[1]、ISBN 4-88271-545-7
  2. 1999年8月25日[1]、ISBN 4-88271-867-7

  - 第1巻復刻版『Magnum Flesh!』 2003年4月10日[1]、マイクロマガジン社（デルタコミックス）、ISBN 978-4-89637-133-8
- 『つながりたいの』 2001年9月25日[1]、三和出版（サンワコミックス）、ISBN 978-4-88356-098-1
- 『夢幻戦士ヴァリス』 キルタイムコミュニケーション（ヴァルキリーコミックス） 全4巻
  1. 2007年10月28日[2]、ISBN 978-4-86032-477-3
  2. 2009年2月28日[2]、ISBN 978-4-86032-710-1
  3. 2010年9月29日[2]、ISBN 978-4-86032-979-2
  4. 2012年3月26日[2]、ISBN 978-4-79920-229-6
- 『FIGHTING Beauty』 2008年5月31日[3]、キルタイムコミュニケーション（二次元ドリームコミックス）、ISBN 978-4-86032-580-0

### イラスト
- 『陰陽騎士トワコ ～蛇神の淫魔調教～ NOVELIZATION』 著：北原みのる、原作：Black Lilith、パラダイム（ぷちぱら文庫）

2021年4月9日、ISBN 978-4-80153-061-4

### ゲーム原画
- 姫騎士リリア ～魔触の王城に堕つ～
- 2004 LILITH BEST SELECTION
- 特務捜査官レイ&風子 ～受精街の家畜調教～
- 2005上半期リリスベストセレクションwith女子寮えっち♪
- 姫騎士リリア ～魔触の王城に堕つ～ 完全版
- 装甲騎女イリス
- LILITH-IZM01 ～フェラ編～
- LILITH-IZM05 ～大量射精編～
- LILITH-IZM06 ～デジアニメwithリリー&リリア外伝～
- LILITH-IZM07 ～俺のペット編～
- 鋼殻のアイ ～潜在意識へのメス豚刻印～
- 鋼殻のアイ ～潜在意識へのメス豚刻印～ 完全版
- ZOL-BOX
- 妻ネトリ ～女教師の調教日誌～
- 陰陽騎士トワコ ～蛇神の淫魔調教～
- 対魔聖甲アリス
- 対魔忍 紅